# IC 480
IC 480 ist eine Spiralgalaxie vom Hubble-Typ Sbc im Sternbild Zwillinge auf der Ekliptik. Sie ist schätzungsweise 201 Millionen Lichtjahre von der Milchstraße entfernt und hat einen Durchmesser von etwa 100.000 Lichtjahren.

Im selben Himmelsareal befinden sich u. a. die Galaxien IC 478 und IC 479.
Das Objekt wurde am 18. März 1892 vom französischen Astronomen Stéphane Javelle entdeckt.